# Sydney Burt
Pour les articles homonymes, voir Burt.
Sydney Charles Burt, né en 1826 et mort en 1892, est un homme d'affaires australien devenu en 1871 le premier Premier ministre des Fidji.

## Biographie
Australien ayant échoué dans le milieu des affaires, Sydney Burt « fuit ses créanciers » en rejoignant en juin 1870 les Fidji à bord de son voilier nouvellement acquis, le Xarifa, « le meilleur yacht de course de Sydney ». Il le vend au prince tongien Enele Maʻafu, devenu chef de l'archipel fidjien de Lau, et devient bientôt l'agent commercial de Ratu Seru Epenisa Cakobau, grand chef autochtone auto-proclamé roi des Fidji en 1867. Cakobau lui vend l'île de Matuku, et Sydney Burt s'établit aux Fidji,.
Début juin 1871, en accord avec Epenisa Cakobau, Burt initie la création d'un gouvernement national structuré. Ce sont notamment les quelque 2 000 immigrés européens, établis comme fermiers indépendants, qui souhaitent voir se mettre en place un gouvernement de type européen sur l'ensemble des îles Fidji. Le roi Cakobau nomme Sydney Burt Premier ministre, tandis que le puissant Maʻafu accepte le titre de vice-roi. La formation du gouvernement est annoncée publiquement à Levuka, choisie pour capitale du royaume, et se compose initialement comme suit,, :
| Poste                                           | Ministre                |
| ----------------------------------------------- | ----------------------- |
| Premier ministre Ministre des Finances          | Sydney Burt             |
| Ministre de l'Intérieur                         | George Austin Woods     |
| Ministre des Affaires indigènes                 | Ratu Savenaca Naulivou  |
| Ministre de la Guerre et de la Police           | Ratu Timoci Tavanavanua |
| Ministre du Commerce et des Affaires étrangères | John Temple Sagar       |
| Ministre sans portefeuille                      | James Cobham Smith      |
| Ministre sans portefeuille                      | Gustavus Hennings       |

L'annonce est accueillie avec surprise à la fois par bon nombre d'autochtones et de colons, et avec méfiance par certains de ces derniers. Mais Cakobau et Maʻafu jouissent à eux deux d'une autorité suffisante pour s'assurer que la population autochtone accepte et respecte cette nouvelle administration. En juillet 1871 est élue  une assemblée législative et constituante, rassemblant des délégués de colons et des chefs autochtones sous la présidence législative d'un propriétaire de plantation nommé J.S. Butters. La Constitution rédigée par l'Assemblée et ratifiée par le roi Cakobau divise le pays en provinces, chacune sous l'autorité d'un chef coutumier soumis désormais au respect des lois nationales. Le gouvernement acquiert peu à peu la reconnaissance des grands chefs des différentes parties de l'archipel, mais peine à être reconnu par l'intégralité de la communauté blanche du pays, et le consul britannique Edward March y voit un gouvernement illégitime et fantoche. Le Royaume-Uni accorde au gouvernement une reconnaissance de facto, mais pas de reconnaissance diplomatique formelle. Et dans les faits, les chefs des différentes parties du « royaume » conservent leur pleine autorité, d'autant que l'Assemblée législative peine à s'accorder sur l'adoption de lois nationales.
Face à l'hostilité d'une part importante de la population blanche de Levuka, Sydney Burt envoie le ministre des Affaires étrangères George Austin Woods à Sydney pour demander au gouverneur de Nouvelle-Galles du Sud, Hercules Robinson, qu'il exige du consul Edward March de pacifier les colons britanniques aux Fidji. Le gouverneur Robinson écrit à March qu'il reconnaît George Woods comme Premier ministre des Fidji. Sydney Burt démissionne en mai 1872, cédant le poste de Premier ministre à Woods. Il occupe toutefois la fonction de procureur général (attorney general) dans le gouvernement de ce dernier de 1873 à 1874,,.